# Asesinato de Nicole Saavedra
Nicole Saavedra Bahamondes (El Melón, 9 de agosto de 1992 - Limache, 25 de junio de 2016) fue una joven chilena cuyo asesinato en la Región de Valparaíso conmocionó al país. El caso adquirió relevancia nacional e internacional por las circunstancias del crimen y las denuncias de lesbofobia. En octubre de 2021, Víctor Pulgar fue condenado a prisión perpetua calificada como autor de los delitos de secuestro, violación y homicidio, aunque el tribunal no aceptó la calificación de crimen de odio solicitada por la familia y organizaciones de derechos humanos.

## Biografía
Nicole Saavedra nació en la localidad minera de El Melón, comuna de Nogales, siendo la hija menor de una familia monoparental. Realizó sus estudios básicos en el Colegio Santa Isabel de Quillota y posteriormente se graduó como técnico en prevención de riesgos en el Instituto Profesional de la misma ciudad.
Desde los catorce años, Saavedra se identificó abiertamente como lesbiana, lo que según testimonios familiares le generó dificultades en su comunidad. Un año antes de su muerte, había sido víctima de un ataque por parte de un individuo vinculado a grupos neonazis, incidente que fue denunciado pero no resultó en condenas.

## Asesinato e investigación

### Desaparición y hallazgo
El 18 de junio de 2016, después de asistir a una reunión social en Quillota, Saavedra desapareció mientras esperaba el transporte público para regresar a su hogar. Su cuerpo fue encontrado siete días después en un terreno baldío de Limache, presentando signos de violencia extrema: manos atadas con alambre, múltiples heridas cortopunzantes y evidencias de agresión sexual. La autopsia determinó que la muerte ocurrió aproximadamente 30 horas antes del hallazgo.

### Desarrollo procesal

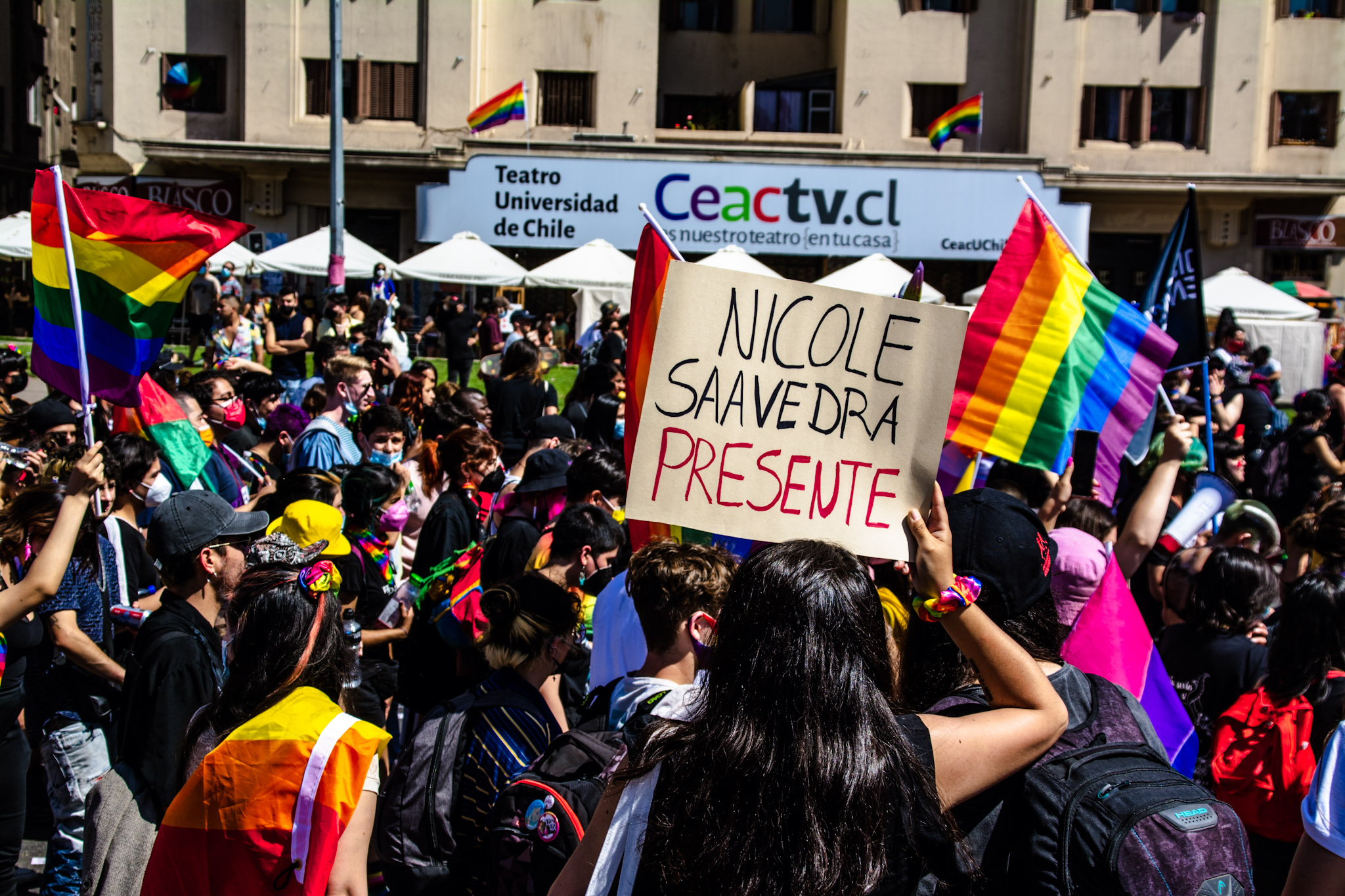
Cartel en memoria de Nicole Saavedra en la marcha del orgullo 2022 en Santiago

La investigación inicial, a cargo del fiscal Juan Emilio Gatica, avanzó lentamente durante dos años sin imputados. En junio de 2018, tras manifestaciones públicas organizadas por la familia y colectivos feministas, el caso fue reasignado a un fiscal especializado.
El punto de inflexión ocurrió en octubre de 2019 cuando análisis genéticos identificaron a Víctor Pulgar, un conductor de transporte local con antecedentes por delitos sexuales. La evidencia clave fue el hallazgo del celular de la víctima en poder de una familiar del imputado.
En enero de 2020, Pulgar fue formalizado por los delitos de secuestro con violación y homicidio, además de hurto y receptación.

## Repercusión y movilizaciones

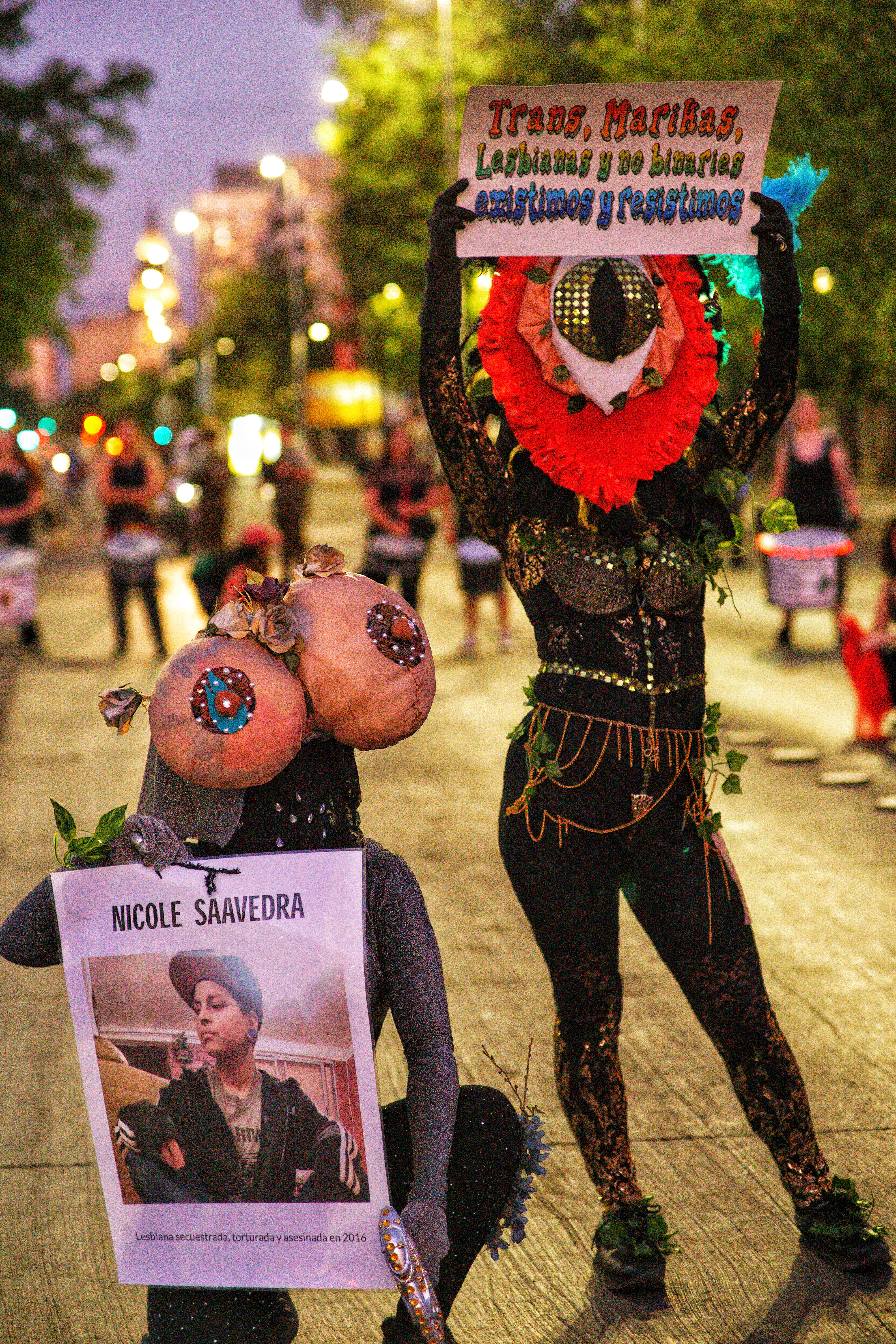
Performance durante el Día Internacional de la Eliminación de la Violencia contra la Mujer en noviembre de 2023 en Santiago que incluye una foto de Nicole Saavedra

El caso generó amplia repercusión social debido a las irregularidades en la investigación inicial y las denuncias de lesbofobia. Organizaciones como la Red Chilena contra la Violencia hacia las Mujeres y el MOVILH cuestionaron la lentitud procesal y la falta de perspectiva de género en la investigación. El Instituto Nacional de Derechos Humanos emitió un comunicado instando al Estado a investigar rigurosamente el crimen.
Las movilizaciones fueron persistentes y diversas a lo largo de los años. En 2017, su prima María Bahamondes se encadenó a la Fiscalía de Quillota como forma de presión para exigir avances en la investigación. Dos años después, en 2019, la familia de Nicole y organizaciones feministas ocuparon el edificio de la misma fiscalía, una acción que culminó con cinco mujeres detenidas. En 2021, más de 700 organizaciones firmaron una carta conjunta exigiendo justicia, evidenciando la magnitud del apoyo y la demanda social por el esclarecimiento del caso.
En 2019, el reportaje "La Zona Roja" de la BBC destacó el caso como parte de un patrón de violencia contra mujeres lesbianas en la Región de Valparaíso. Ese mismo año se estrenó el documental Camionas que analiza estos crímenes.

## Sentencia
El 21 de octubre de 2021, el Tribunal de Juicio Oral en lo Penal de Quillota condenó a Víctor Pulgar como autor de secuestro con violación y homicidio, imponiendo la pena de presidio perpetuo calificado. El fallo rechazó la agravante de crimen de odio por considerar insuficiente la prueba sobre motivación discriminatoria.